# میلواک کلیپر
میلواک کلیپر (به انگلیسی: Milwaukee Clipper) یک کشتی بود که طول آن ۳۶۱ فوت (۱۱۰ متر) بود. این کشتی در سال ۱۹۴۱ ساخته شد.